# Jekaterina Alexejewna Feoktistowa
Jekaterina Alexejewna Feoktistowa (russisch Екатерина Алексеевна Феоктистова; * 18. Märzjul. / 31. März 1915greg. in Petrograd; † 5. Januar 1987 in Sneschinsk, Oblast Tscheljabinsk) war eine sowjetische Chemikerin.

## Leben
Feoktistowa, Tochter eines Adligen und einer Kaufmannstochter, wurde 1933 Chemietechnikerin in einer Charkower Textilfabrik und begann 1934 das Studium an der Universität Charkow, um 1935 an das Kiewer Industrie-Institut zu wechseln. Sie wurde 1937 als ausgezeichnete Studentin in die Spezialfakultät des Leningrader Chemie-Technologie-Instituts (LChTI)versetzt, wo sie 1939 das Studium mit einem hervorragenden Diplom als Ingenieur-Technologin abschloss. Darauf wurde sie dort wissenschaftliche Mitarbeiterin und Aspirantin.
Nach Beginn des Deutschen Angriffskriegs mit Leningrader Blockade kam Feoktistowa 1941 als Ingenieur-Technologin in die Ural-Abteilung der Montanwissenschaftlichen Gesellschaft in Swerdlowsk. Sie wurde 1942 Senior-Ingenieurin des Werks Nr. 46 des Volkskommissariats für Rüstungsindustrie in Swerdlowsk und 1943 Leiterin des Laboratoriums des Experimental-Konstruktionsbüros OKB-44 des Volkskommissariats für Rüstungsindustrie in Kunzewo, Oblast Moskau.
Nach Kriegsende kehrte Feoktistowa 1945 ins LChTI zurück und verteidigte zum Abschluss der Aspirantur 1947 erfolgreich ihre Kandidat-Dissertation. Darauf wurde sie wissenschaftliche Senior-Mitarbeiterin des Laboratoriums Nr. 2 des Konstruktionsbüros KB-11 in Arsamas-16 (Oblast Nischni Nowgorod) und untersuchte und entwickelte Sprengstoffe für Kernsprengsätze. Sie war wesentlich beteiligt an der Untersuchung des damals stärksten Sprengstoffs, Trotil/Hexogen, der für die ersten sowjetischen Kernsprengsätze benutzt wurde. Zusammen mit Wiktor Nekrutkin entwickelte sie eine Variante mit niedriger Detonationsgeschwindigkeit, die Anwendung fand. Sie leitete 1951–1952 eine Versuchsgruppe, die Explosionen für die Erzeugung starker gepulster elektrischer Ströme bei Flusskompressionsgeneratoren zur Erzeugung stärker gepulster Magnetfelder. Ab 1952 leitete sie das Laboratorium des Konstruktionsbüros KB-11.
Ab 1955 gehörte Feoktistowa zum Forschungsinstitut NII-1011 in Sneschinsk, das nun das nach Jewgeni Sababachin benannte Russische Kernforschungszentrum-Institut für Technische Physik (RFJaZ-WNIITF) ist. Sie arbeitete weiter in Arsamas-16 an der Verbesserung der Konstruktion der Kernsprengsätze. Auch untersuchte sie den Einfluss der Kernreaktorstrahlung auf explosive Materialien. Ab 1959 leitete sie eine der Gasdynamik-Abteilungen des NII-1011. Sie wurde 1970 zur Doktorin der technischen Wissenschaften promoviert. Nach ihrer Pensionierung 1979 mit einer besonderen Persönlichen Pension blieb sie wissenschaftliche Senior-Mitarbeiterin.
Feoktistowa war bis 1950 mit dem Kernphysiker Dawid Fischman verheiratet und danach mit Wiktor Nekrutkin (bis 1955).

## Ehrungen, Preise
- Preis des Ministerrats der UdSSR (1950)[1]
- Orden des Roten Banners der Arbeit (1951)[1]
- Stalinpreis II. Klasse (1951), III. Klasse (1953)[1][4]
- Leninorden (1956)[1]
- Staatspreis der UdSSR (1970)[1]
- Ehrenbürgerin der Stadt Tscheljabinsk-70/Schneschinsk (1975)[1]